# قزلجة خرابة
قزلجة خرابة هي قرية في مقاطعة هريس، إيران. عدد سكان هذه القرية هو 100 في سنة 2006.